# Небезпечний метод (фільм)
«Небезпечний метод» (англ. A Dangerous Method) — фільм Девіда Кроненберга про відносини двох основоположників психоаналізу, Зигмунда Фрейда й Карла Юнга, з російською пацієнткою Сабіною Шпільрейн.
Сценарій написаний Крістофером Гемптоном на основі власної п'єси «Зцілення бесідою» (англ. The Talking Cure), джерелом якої послужив роман Джона Керра «Найнебезпечніший метод» (англ. A Most Dangerous Method).

## Зміст
Сюжет закручений навколо персон засновників психоаналізу Карла Густава Юнга та Зигмунда Фрейда і їх складних взаємин з розумною і красивою пацієнткою Сабіною Шпільрейн.

## Ролі
| Актор                | Роль             |
| -------------------- | ---------------- |
| Кіра Найтлі          | Сабіна Шпільрейн |
| Майкл Фассбендер     | Карл Густав Юнг  |
| Вігго Мортенсен      | Зигмунд Фрейд    |
| Венсан Кассель       | Отто Гросс       |
| Сара Гадон           | Емма Юнг         |
| Андре Хенніке        | Ойген Блейлер    |
| Арндт Шверінг-Сонрой | Шандор Ференці   |

## Знімальна група
- Режисер — Девід Кроненберг
- Сценарист — Крістофер Хемптон
- Продюсер — Джеремі Томас
- Оператор — Пітер Сушицький
- Композитор — Говард Шор
- Монтажер — Рональд Сандерс